# Cecília Dassi
Pour les articles homonymes, voir Dassi (homonymie).
Cecília Dassi (née le 6 décembre 1989 à Esteio, dans l’État du Rio Grande do Sul) est une actrice brésilienne célèbre pour ses rôles dans les telenovelas de Rede Globo.

## Carrière

### À la télévision

#### Comme actrice

##### Telenovelas
- 1997 - Destinées .... Sandrinha Greco
- 1999 - Suave Veneno .... Patrícia (Patty)
- 2001 - A Padroeira .... Zoé
- 2002 - O Beijo do Vampiro .... Beatriz (Bia)
- 2005 - Alma Gêmea .... Mirella
- 2007 - Sete Pecados .... Estela
- 2008 - Três Irmãs .... Natália

##### Télésuites
- 2002 - O Quinto dos Infernos .... princesse Maria da Glória

##### Divers
- 1996 - A Comédia da Vida Privada - épisode: Parece que foi ontem
- 1996 - Você Decide - épisode: Um mundo cão
- 2000 - Bambuluá .... Gute
- 2000 - Milênio: Show da Virada - participation spéciale

#### Comme présentateur
- 2004/2005 - TV Globinho

### Au cinéma

#### Longs métrages
- 2008 - A Guerra dos Rochas .... Bebel

### Au théâtre
- 2003 - Branca de Neve .... Branca de Neve
- 2004 - Com Brinquedo só se Brinca

## Récompenses et nominations

### Télévision

#### Récompenses
- Prêmio Contigo
  - 1998 - Meilleure jeune actrice, pour Por Amor[1].
  - 2003 - Meilleure jeune actrice, pour O Beijo do Vampiro[2].
- Prêmio FestNatal
  - 1997 - Meilleure actrice prometteuse, pour Por Amor[3].
- Prêmio Master
  - 1997 - Meilleure actrice prometteuse, pour Por Amor[3].
- Troféu APCA
  - 1997 - Meilleure révélation, pour Por Amor[4].

#### Nominations
- Prêmio Contigo!
  - 2006 - Meilleure jeune actrice, pour Alma Gêmea[5].
- Troféu Imprensa
  - 1997 - Révélation de l'année, pour Por Amor[6].